# Brdo kod Čajniča
Brdo kod Čajniča je naseljeno mjesto u općini Čajniču, Republika Srpska, BiH. Nalaze se na zapadnoj obali rijeke Janjine i istočno od rječice koja se kod Batotića ulijeva u Janjinu. Čajniče je jugoistočno.
Do 1955. nosilo je naziv Brdo. Nije isto što i naselje Brdo, koje je 1961., 1971. i popisano kao Brdo, za razliku od Brda kod Čajniča. Godine 1985. pripojeno je naselju Batotićima (Sl.list SRBiH, br.24/85).

## Stanovništvo
| Narod     | Popis 1961. | Popis 1971. | Popis 1981. |
| --------- | ----------- | ----------- | ----------- |
| Hrvati    |             |             |             |
| Muslimani | 61          | 77          | 64          |
| Srbi      | 29          | 43          | 24          |
| ostali    |             | 2           |             |
| Ukupno    | 90          | 122         | 91          |